# Henk Laarman
Henk Laarman (1950) is een Nederlandse rijksambtenaar en voormalig politiefunctionaris. Hij is bekend geworden als klokkenluider binnen het ministerie van VROM.
Na een carrière als rechercheur bij de regiopolitie Noord- en Oost-Gelderland werd hij werkzaam bij het ministerie van VROM. Hij constateerde fraude en ambtelijke corruptie binnen dit departement. Eind jaren 90 maakte hij zijn constateringen publiek. 
Het OR-lid Gerrit de Wit verleende hem ondersteuning. Samen met deze De Wit werd Laarman door de toenmalige minister van VROM geprezen voor zijn activiteiten met een 'kwaliteitsbevordering'. Vervolgens startte de ambtelijke top echter een ontslagprocedure tegen hem, die jaren duurde. 
Laarman zette zijn opsporingscarrière voort bij het ministerie van Financiën.
Henk Laarman was kandidaat op de lijst van Europa Transparant bij de Europese Parlementsverkiezingen van 2004 en kandidaat op de lijst van Nederland Transparant bij de Tweede Kamerverkiezingen van 2006 en is adviseur bij de Mithra Stichting, het wetenschappelijk bureau van Nederland Transparant.
Henk Laarman is medeoprichter en bestuurslid van de stichting Expertgroep Klokkenluiders.